# Landesverwaltung
In Deutschland ist die Landesverwaltung bzw. Senatsverwaltung (in den Stadtstaaten) der Teil der öffentlichen Verwaltung, der durch Behörden und Verwaltungsträger der Länder ausgeübt wird. Die Landesverwaltung  ist bei den Landesregierungen angesiedelt. Sie erfüllt die Aufgaben, die nach der Kompetenzordnung des Grundgesetzes weder von der Bundesverwaltung noch von der Kommunalverwaltung (Gemeinden und Landkreise) im eigenen Wirkungskreis erfüllt werden.

## Verwaltungsträger

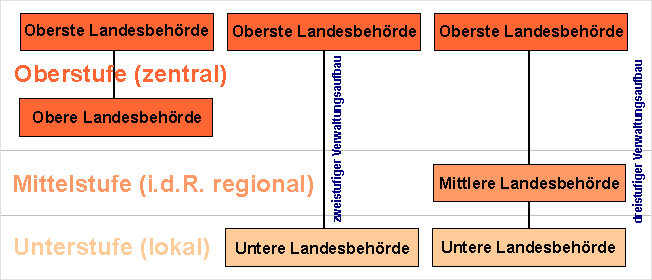
Aufbau der unmittelbaren Landesverwaltung

Die unmittelbare Landesverwaltung ist in der Regel dreistufig aufgebaut und wird ausgeübt durch die Obersten Landesbehörden und Landesoberbehörden auf der obersten Stufe, Landesmittelbehörden auf der mittleren und Untere Landesbehörden auf der unteren Verwaltungsstufe. 
Die mittelbare Landesverwaltung wird durch juristischen Personen des öffentlichen Rechts (Körperschaften, Anstalten, Stiftungen des öffentlichen Rechts) und die Beliehenen ausgeübt.

## Verwaltungskompetenz
Neben der Ausführung von Landesgesetzen (Landeseigenverwaltung im engeren Sinn) haben die Länder auch die Verwaltungskompetenz zur Ausführung von Bundesgesetzen (Art. 83 GG). 

### Landeseigene Verwaltung
Bei der Ausführung von Bundesgesetzen als eigene Angelegenheit (Landeseigenverwaltung im weiteren Sinn) regeln die Länder auch die Einrichtung der Behörden und das Verwaltungsverfahren durch Landesgesetz (Art. 84 Abs. 1 Satz 1 GG). Die Bundesregierung kann jedoch mit Zustimmung des Bundesrates allgemeine Verwaltungsvorschriften erlassen (Art. 84 Abs. 2 GG). Die Verwaltungszuständigkeiten von Bund und Ländern sind grundsätzlich getrennt und mit eigenem Personal, eigenen Sachmitteln und eigener Organisation wahrzunehmen. Sie erlauben nur ausnahmsweise bei der Erfüllung von Gemeinschaftsaufgaben (Art. 91a bis Art. 91e GG) eine sogenannte Mischverwaltung.
Der Bund übt eine Rechtsaufsicht über die Länder aus. Über Meinungsverschiedenheiten zwischen dem Bund und einem Land entscheidet das Bundesverfassungsgericht im Bund-Länder-Streit (Art. 84 Abs. 4 GG, § 13 Nr. 7, §§ 68, 64 ff. BVerfGG). Zur Durchsetzung des Gesetzesvollzugs kann der Bund den Bundeszwang anwenden (Art. 37 GG).

### Auftragsverwaltung
Bei der Ausführung von Bundesgesetzen im Auftrag des Bundes bleibt die Einrichtung der Behörden Angelegenheit der Länder. Die Länder sind jedoch weisungsgebunden und unterliegen der Rechts- und Fachaufsicht des Bundes (Art. 85 GG). Nach dem Grundsatz der Bundestreue hat der Bund jedoch die Belange der Länder hinreichend zu berücksichtigen und eine bevorstehende Weisung anzukündigen und dem Land Gelegenheit zur Stellungnahme zu geben.
Zu den Auftragsangelegenheiten zählen beispielsweise Geldleistungsgesetze wie das Bundeselterngeldgesetz, das Bundesausbildungsförderungsgesetz und das Wohngeldgesetz, bei denen der Bund zumindest die Hälfte der Ausgaben trägt (Art. 104a Abs. 3 Satz 2 GG).
Weitere Gegenstände sind:
- Bundesfernstraßen, mit Ausnahme der Bundesautobahnen seit 1. Januar 2021 (Art. 90 Abs. 3 GG)
- Bundeswasserstraßen auf Antrag und für das Gebiet eines Landes (Art. 89 Abs. 2 Satz 3 GG)
- Luftverkehrsverwaltung, soweit bundesgesetzlich bestimmt (Art. 87d Abs. 2 GG)
- die dem Bund ganz oder zum Teil zufließenden, aber von Landesfinanzbehörden verwalteten Steuern (Art. 108 Abs. 2, 3 GG)
- Verteidigungswesen einschließlich Zivilschutz nach bundesgesetzlicher Regelung (Art. 87b Abs. 2 GG)
- Ausführung von Gesetzen über Erzeugung und Nutzung der Kernenergie und über den Strahlenschutz, soweit bundesgesetzlich bestimmt (Art. 87c GG)[6]
- Lastenausgleichssachen (Art. 120a GG)